# Jung Kyung-eun
Jung Kyung-eun (in coreano hangul: 정경은; Masan, 20 marzo 1990) è una giocatrice di badminton sudcoreana, vincitrice della medaglia di bronzo nel doppio femminile ai Giochi olimpici di Rio de Janeiro 2016, in coppia con Shin Seung-chan.

## Palmarès
- Giochi olimpici

Rio de Janeiro 2016: bronzo nel doppio femminile.